# Сент-Аньес (Изер)
Сент-Анье́с (фр. Sainte-Agnès) — коммуна во Франции, находится в регионе Рона — Альпы. Департамент коммуны — Изер. Входит в состав кантона Муаян Грезиводан. Округ коммуны — Гренобль.
Код INSEE коммуны — 38350. Население коммуны на 1999 год составляло 455 человек. Населённый пункт находится на высоте от 270 до 2 978 метров над уровнем моря. Муниципалитет расположен на расстоянии около 490 км юго-восточнее Парижа, 105 км юго-восточнее Лиона, 16 км восточнее Гренобля. Мэр коммуны — Claude Blanc-Coquand, мандат действует на протяжении 2001—2008 гг.
Динамика населения (INSEE):